# 맥 (드라마)
《맥》은 1986년 4월 13일에 MBC TV에서 방영되었던 베스트셀러극장이다.

## 줄거리
이산가족 한 박사(최불암)는 TV 앞에 앉아 남북고향방문단 뉴스를 보느라 정신이 없다.
딸 경희(윤유선)와 아들 경수(고영준)가 북한 사람의 촌스러운 모습을 보고 키득거리자 한 박사는 이를 못마땅해 한다.
한 박사는 서재에 들어가 술을 마시면서 북에 두고 온 가족 생각에 눈시울을 붉힌다.
다음 날 한 박사는 병원에 출근, 첫 환자로 박 여사(김혜자)를 진료하는데, 박 여사는 심한 우울증세를 보이고 있다. 면담 중 박 여사의 아들이 학생운동으로 수감 중임을 안 한 박사는...

## 출연
- 최불암
- 김혜자
- 오현경
- 서갑숙
- 권미혜
- 고영준
- 윤유선
- 김진구
- 심양홍
- 정영진
- 박웅
- 이휘향
- 박호준
- 김성학
- 김정
- 차재홍
- 정선일
- 박찬환
- 최한호
- 이순화
- 박상원
- 이옥이
- 이영순
- 서미숙
- 서용선
- 신미랑